# Kobylany (gmina)
Kobylany (alt. Kobylany Nadbużne) – dawna gmina wiejska istniejąca w latach 1867–1940 i 1944–1954 na Lubelszczyźnie. Siedzibą gminy były początkowo Kobylany, a następnie Błotków lub Błotków Duży (obecnie jest to ulica Terespola).
Gmina zbiorowa Kobylany powstała w 1867 roku po podziale Królestwa Polskiego na powiaty i gminy. Gmina weszła w skład w powiatu bialskiego w guberni siedleckiej (w latach 1912–1915 jako część guberni chełmskiej). Gmina składała się z 13 wsi: Błotków, Berezówka, Kobylany, Koroszczyn, Lechuty, Łobaczew, Małaszewicze, Michalków, Malowa Góra, Polatycze, Podolanka, Samowicze i Starzynka.
W 1919 gmina weszła w skład woj. lubelskiego. 1 grudnia 1933 z terytorium gminy wyłączono obszar zajęty przez twierdzę brzeską, włączając je do gminy miejskiej Brześć nad Bugiem.
Podczas okupacji hitlerowskiej włączona do Generalnego Gubernatorstwa (dystrykt lubelski), gdzie została zniesiona i połączona ze zniesionym miastem Terespolem w nową wiejską gminę Terespol am Bug w Landkreis Biala-Podlaska.
Po wojnie gminę Kobylany reaktywowano. W 1952 roku siedzibę gminy przeniesiono z Kobylan do Błotkowa Dużego. Według stanu z dnia 1 lipca 1952 roku gmina Kobylany składała się z 16 gromad.
Jednostka została zniesiona 29 września 1954 roku wraz z reformą wprowadzającą gromady w miejsce gmin. Po reaktywowaniu gmin z dniem 1 stycznia 1973 roku gminy Kobylany nie przywrócono, utworzono natomiast miejsko-wiejską gminę Terespol o przybliżonych granicach (objęłą części obszarów gmin Bohukały, Kobylany i Kostomłoty). 1 stycznkia 1992 nastąpił podział gminy na miejską i wiejską.